# Wright StreetAir
Wright StreetAir — одноэтажный электробус, выпускаемый производителем автобусов из Северной Ирландии Wrightbus с 2017 года. За его основу был взят двухэтажный автобус Wright StreetDeck. 

## История
Впервые автобус Wright StreetAir был представлен в августе 2016 года в качестве преемника Wright Electrocity. Внешне автобус напоминает Wright Eclipse 3.
Серийно автобус производится с октября 2017 года.